# Kranji
Kranji – stacja naziemna Mass Rapid Transit (MRT) na North South Line w Singapurze. Stacja ta służy również pracowników pobliskiej Sungei Kadut Industrial Estate.. W pobliżu znajduje się również tor wyścigów konnych o tej samej nazwie.